# متساوي أضلاع
في الهندسة، متساوي الأضلاع (بالإنجليزية: Equilateral polygon) هو مضلع جميع أضلاعه متساوية في القياس كما يدل على ذلك اسمه. إذا تساوت الأضلاع وتساوت الزوايا، فإن هذا المضلع يصير مضلعًا منتظمًا.

## مسدس متساوي الأضلاع مقعر أو ذاتي التقاطع

مسدس مقعر متساوي الأضلاع
مسدس متساوي الأضلاع ذاتي التقاطع